# Сахновська Олена Борисівна
Олена Борисівна Сахновська (15 травня 1902, Київ — 28 березня 1958, Москва) — українська художниця-графікеса, граверка, книжкова ілюстраторка, майстриня екслібриса і шрифту. Членкиня Асоціації революційного мистецтва України (1925). Учениця і послідовниця М. Бойчука.

## Життєпис
Народилася у Києві 15 травня 1902 року. Перші знання та навички образотворчої грамоти отримала у київських приватних жіночих гімназіях В. К. Трифонової та О. Т. Дучинської, до навчальних програм яких входило викладання рисунка (1913—1919). Брала уроки у приватній студії київського художника О. Романова. На початку 1920-го вступила до Української академії мистецтва (майстерня М. Бурачека), через рік перейшла до майстерні М. Бойчука. В 1925 р. залишила навчання і деякий час мистецтвом не займалася. 1926 р. почала випробувати свої сили в гравюрі, захопилася екслібрисом.  
1927—1929 рр. О. Сахновська навчалася на поліграфічному факультеті Київського художнього інституту, де офорт, шрифт і спеціальний рисунок викладав І. Плещинський, а дереворит (ксилографію) — С. Налепинська-Бойчук, яка стала головним вчителем молодої граверки. 
Як й інші бойчукісти, художниця входила до великого художнього об′єднання — Асоціації революційного мистецтва України (АРМУ). Була членом мистецької секції поліграфічного наукового гуртка Київського художнього інституту. 
З 1925 р. твори Сахновської експонувалися на всеукраїнських і зарубіжних художніх виставках. Серед них — виставки сучасної української графіки у Львові (1932), радянської графіки в Римі і Неаполі (обидві—1934), Берліні (1983).  
В умовах переслідування українських мистців наприкінці 1932 року вимушена була переїхати до Москви.
Під час Другої світової війни художниця перебувала в евакуації, створювала плакати, листівки, карикатури; оформлювала театральні вистави, агітпоїзди, кімнати відпочинку. Працювала кореспондентом виїзної редакції газети «Правда».
Померла 28 березня 1958 р. в Москві, похована на Новому Донському кладовищі
В фондах Інституту рукопису Національної бібліотеки України імені В. І. Вернадського зберігаються листи Олени Сахновської до відомого мистецтвознавця Стефана Таранушенка.

## Творчість
Олена Сахновська працювала в галузі станкової і книжкової графіки.
Творчість художниці можна розділити на два періоди. У київський період творчості (1926—1932) вона значною мірою зазнавала впливу школи монументального живопису М. Бойчука та школи ксилографії С. Налепинської-Бойчук, поступово формуючи власний художній стиль. У московський період (кінець 1932—1958) стиль мисткині повністю сформувався, до 1936 вона працювала  в техниці ксилографії (деревориту), а з 1937 перейшла на літографію. 
Її перші більші дереворити: «Слухають радіо», «Читають газету», «Повернення з фронту» (всі 1927) ще під впливом школи Налепинської, але в них уже відчутна творча індивідуальність Сахновської. У серії «Жінка в революції» (1930—1932) Сахновська застосувала прийоми різночасности подій. У московський період створений дереворит «Тарас Шевченко» на тлі героїв його творів (1934), серія «Донбас» (1934—1935) та ін.
Провідним і улюбленим жанром в московський період стає міський пейзаж. Художниця майстерно створює його як у техниці літографії, так і в малюванні олівцем, чорнилом, вуглем тощо. З літографій відомі її пейзажні цикли «Горьківські місця в Україні» (1939 —1941), «Київ. 1944» (1944), «Старий Львів» (1946), «Підмосков'я» (1946), «Нова Москва» (1947), малюнки для дитячих іграшок (1948—1957) та інші.
У книжковій графіці Сахновська створила власну стильову манеру, базовану на традиції української книжкової графіки XVI—XVIII ст.  Сахновська ілюструвала твори М. Гоголя — «Ніч проти Різдва» (1928), «Вій», у гротесковому плані «Ревізора» (1929) та ін. У дереворитах до «Лісової пісні» Лесі Українки (1930) пластично зображена єдність людини з природою. З радянських письменників Сахновська ілюструвала твори П. Панча, О. Копиленка, І. Микитенка (1934) та ін. 
Олена Сахновська — майстер екслібриса у дереворитах і офортах, серед них — екслібриси  М. Макаренка (1929), В. Седляра, Я. Стешенка (обидва —1932) та ін.